# Live (álbum de Winger)
Live es un álbum en directo de la banda de heavy metal Winger.

## Canciones del álbum

### CD 1
1. "Blind Revolution Mad" - 4:01
2. "Loosen Up" - 3:42
3. "Easy Come Easy Go" - 3:42
4. "Your Great Escape" - 4:02
5. "Down Incognito - 5:19
6. "Rainbow in the Rose" - 5:29
7. "Generica" - 7:58
8. "Junk Yard Dog" - 4:11

### CD 2
1. "Right Up Ahead" - 4:56
2. "Reb's Guitar Solo" - 4:13
3. "You Are the Saint, I Am the Sinner" - 5:08
4. "Rod's Drum Solo" - 6:56
5. "Headed for a Heartbreak" - 6:22
6. "Can't Get Enuff" - 4:33
7. "Seventeen" - 7:34
8. "Who's the One" - 5:19
9. "Miles Away" - 4:33
10. "Madalaine" - 5:32
11. "Blue Suede Shoes" - 3:26